# Gornji Drenovac
Gornji Drenovac (en serbe cyrillique : Горњи Дреновац) est un village de Serbie situé dans la municipalité de Žitorađa, district de Toplica. Au recensement de 2011, il comptait 330 habitants.

## Démographie
| 1948 | 1953 | 1961 | 1971 | 1981 | 1991 | 2002 | 2011 |
| ---- | ---- | ---- | ---- | ---- | ---- | ---- | ---- |
| 920  | 949  | 802  | 718  | 678  | 505  | 420  | 330  |

|  |